# Кубакаев, Тимирай Кубакаевич
Тимирай Кубакаевич Кубака́ев (1919—1943) — командир взвода автоматчиков 130-го гвардейского стрелкового полка 44-й гвардейской стрелковой дивизии 1-й гвардейской армии Юго-Западного фронта, гвардии младший сержант. Герой Советского Союза.

## Биография
Родился 1 июля 1919 года в деревне Тюльди, ныне Калтасинского района Башкирии, в крестьянской семье. Мариец.
Окончил неполную среднюю школу. Работал трактористом в родном селе, затем сплавщиком леса.
В Красную Армию был призван в 1942 году Калтасинским райвоенкоматом Башкирской АССР. В боях Великой Отечественной войны — с 1942 года.
Командир взвода автоматчиков 130-го гвардейского стрелкового полка комсомолец гвардии младший сержант Кубакаев в бою 15 января 1943 года в составе группы из 13 бойцов удерживал 3 дома на окраине пристанционного посёлка Донской (ныне станция Красновка Тарасовского района Ростовской области). Когда гитлеровцы подожгли эти дома, воины продолжали вести огонь. Погиб в этом бою.
Похоронен в братской могиле на станции Красновка.
Указом Президиума Верховного Совета СССР «О присвоении звания Героя Советского Союза начальствующему и рядовому составу Красной Армии» от 31 марта 1943 года за «образцовое выполнение боевых заданий командования на фронте борьбы с немецкими захватчиками и проявленные при этом отвагу и геройство» удостоен посмертно звания Героя Советского Союза.

## Награды
- Орден Ленина (31.03.1943).
- Медаль «За боевые заслуги» (30.12.1942)[6].

## Память
- У перрона станции Красновка установлен памятник 13-ти Героям.
- В Москве в Центральном музее Вооруженных Сил оборудован стенд «Тринадцать Героев Красновки»[7].
- В районном центре Башкирии — селе Калтасы — в парке Победы, сооружён памятник Т. К. Кубакаеву[8].
- Имя Героя носит школа в его родной деревне Тюльди, где земляки установили ему памятную доску[9][10].
- Материалы о Тимирае Кубакаеве хранятся в школьном музее Бабаевской средней общеобразовательной школы[11].